# Zhang Rui
Dans ce nom chinois, le nom de famille, Zhang, précède le nom personnel.
Pour les articles homonymes, voir Zhang.
Zhang Rui (chinois : 张睿), née le 17 janvier 1989 à Yantai, est une footballeuse chinoise qui joue au poste de milieu de terrain pour l'équipe de Chine depuis 2009. 

## Biographie

### En équipe nationale
Zhang Rui fait ses débuts au sein de l'équipe de Chine le 4 mars 2009, dans un match nul 0-0 contre la Suède à l'occasion de la Coupe Algarve 2009.